# Miklós Kretzoi
Miklós Kretzoi (9 de febrero de 1907 - 15 de marzo de 2005) fue un geólogo, paleontólogo y paleoantropólogo húngaro, ganador del Premio Széchenyi. 
Su nombre está asociado con el descubrimiento y la publicación de los restos humanoides primitivos de Rudabánya, las excavaciones de muchos sitios paleontológicos de renombre mundial y el trabajo con osamentas de varios sitios arqueológicos.

## Carrera
Dirigió la Colección Tierra y Minerales del Museo Húngaro de Ciencias Naturales, que entonces formaba parte del Museo Nacional Húngaro. Luego fue director y asesor científico del Instituto Estatal de Geología de Hungría (MÁFI), y posteriormente dirigió la cátedra de zoología y antropología de la Universidad Lajos Kossuth de Debrecen.
Se unió al trabajo de la nueva Sociedad Húngara de Espeleología y Karstología (Magyar Karszt- és Barlangkutató Társulat) poco después de su refundación en 1958, con casi 60 años de edad. De 1962 a 1965, fue vicepresidente y miembro del comité asesor. En reconocimiento a su trabajo, la Sociedad lo eligió en 1986 como miembro honorario.

## Trabajo científico
Particularmente realizó excavaciones en la cueva Ördöglyuk ("agujero del diablo") cerca de Solymár y en Betfia cerca de Oradea; y en la década de 1950 para MÁFI en Csákvár, Polgárdi y en las montañas de Villány. Pero sus obras más notables son las de Rudabánya, uno de los depósitos fósiles europeos más ricos del Mioceno, que data de hace 10 a 12 millones de años. Se encargó de la dirección científica de las excavaciones allí desde 1970 hasta 1978. Durante este período, se descubrieron los restos de 75 mamíferos, y se encontraron nuevos huesos de homínidos del mismo período, en 2000. Kretzoi nombró a Rudapithecus hungaricus, una nueva especie de homínidos, y luego, en 1975, publicó la primera descripción de otra especie de homínidos, Bodvapithecus altipalatus; actualmente es probable que ambos pertenezcan a Dryopithecinae, y tal vez como formas femeninas y masculinas de la misma especie Dryopithecus brancoi. Los especímenes de Rudabánya indicarían un dimorfismo sexual significativo, en particular con respecto al tamaño de los caninos, para una especie ligeramente más pequeña que los chimpancés actuales, en la edad adulta una masa corporal de alrededor de 18 a 24 kg, un volumen craneal de 300 cm³, y un marco que indica que pasaron la mayor parte del tiempo colgando de los árboles. 
Kretzoi desarrolló aún más con László Vértes desde 1965 una correlación estratigráfica y cronológica de la fauna vertebrada de Hungría; su artículo de 1969 publicó parte de los resultados y propuso una división estratigráfica fina del plioceno y el pleistoceno. También trabajó en sitios del Pleistoceno y Paleolítico como Tata (1964), Érd (1968) y Vértesszőlős (1964, 1990), y sus reconstrucciones de la caza y el uso de recursos por parte de los primeros grupos de cazadores-recolectores, basados en el inventario de mamíferos fósiles de Erd, han estimulado particularmente la investigación arqueozoológica.
El Museo Nacional Húngaro publicó en 2003 un resumen de la investigación de Miklós Kretzoi.

## Honores
- (1969) - Medalla Ottokár Kadić de la Sociedad Húngara de Espeleología y Karstología
- (1992) - Premio Széchenyi por su trabajo sobre vertebrados primitivos en Hungría, particularmente los restos de homínidos, y por su acción para darlos a conocer a la opinión científica mundial.